# Alex Horne

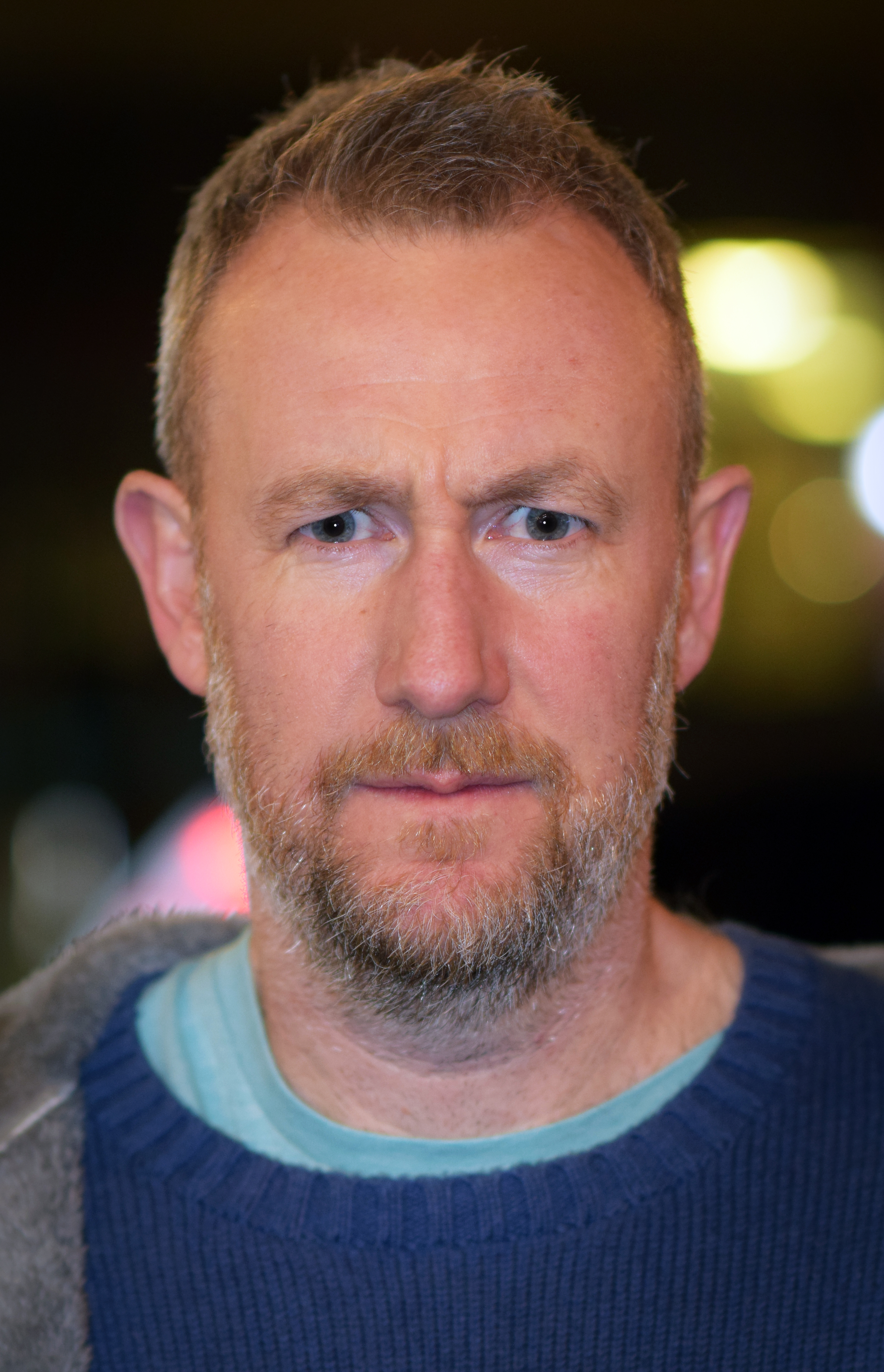
Alex Horne (2024)

Alexander James Jeffery Horne (* 10. September 1978 in Chichester, West Sussex, England) ist ein britischer Komiker, Musiker und Autor. Er ist bekannt als Schöpfer und Ko-Moderator der Comedy-Serie Taskmaster.

## Leben
Horne wurde am 10. September 1978 in Chichester, West Sussex geboren. Er besuchte zunächst das private Lancing College und studierte dann Klassische Altertumswissenschaft am Sidney Sussex College, Cambridge. Später machte er einen Abschluss in Rundfunkjournalismus am Goldsmiths College in London.
Horne ist verheiratet mit Journalistin Rachel Horne, welche er in Cambridge kennenlernte. Die beiden haben drei Söhne, einen Hund und wohnen in Chesham, Buckinghamshire.

## Karriere
Horne machte den Anfang seiner Karriere mit Comedy Shows in London und Cambridge. Darauf folgten verschiedene Shows beim Edinburgh Fringe Festival. 2010 wurde hier auch die Urversion von Taskmaster aufgeführt.
2015 wurde Taskmaster zunächst vom britischen Sender Dave übernommen, bevor das Programm 2019 zu Channel 4 wechselte. Horne moderiert Taskmaster zusammen mit Comedian Greg Davies. Dieser gab ihm den Spitznamen „Little Alex Horne“ (Kleiner Alex Horne), da Horne, trotz seiner Größe von 6 ft 2 (1,90 m), kleiner als Davies mit 6 ft 8 (2,03 m) ist. 2018 übernahm er die Rolle des Taskmaster-Assistenten auch im amerikanischen Ableger gleichen Namens, welcher jedoch nach einer Staffel wieder abgesetzt wurde.
Horne trat in verschiedensten britischen Panel-Shows wie 8 Out of 10 Cats Does Countdown und The Chase auf. Er schrieb zwei Bücher mit den Titeln Birdwatchingwatching und Wordwatching. 2025 veröffentlichte er das Kinderbuch The Last Pebble (übersetzt: Der letzte Kieselstein). Des Weiteren verfasste er zwei Bücher zu Taskmaster (siehe dazu: Taskmaster#Bücher).
Horne ist Sänger und Frontmann der Jazz-Comedy-Band The Horne Section. Die Band veröffentlicht unregelmäßigen einen Podcast, in welchem Gäste in Form von musikalischen Spielen interviewt werden. 2022 bekam die Band ihre eigene Serie auf Channel 4.
Zusammen mit Tim Key und Mark Watson kreierte Horne 2020 die YouTube-Serie No More Jockeys. Außerdem führt er zusammen mit Comedian John Robins den YouTube-Kanal Bad Golf.

## Werke
- Alex Horne: Birdwatchingwatching: One Year, Two Men, Three Rules, Ten Thousand Birds. Virgin Books, 2009, ISBN 978-0-7535-1576-1, S. 384.
- Alex Horne: Wordwatching: Breaking into the Dictionary. Virgin Books, 2010, ISBN 978-1-905264-61-2, S. 336.
- Alex Horne: Taskmaster — 200 Extraordinary Tasks for Ordinary People. BBC Books, 2018, ISBN 978-1-78594-358-4, S. 224.
- Alex Horne: An Absolute Casserole. Ten Years of Taskmaster. Quercus, 2024, ISBN 978-1-5294-4152-9, S. 320.
- Alex Horne: The Last Pebble. Walker Books, 2025, ISBN 978-1-5295-0256-5, S. 256.